# 안드레이 아브두발리예프
안드레이 하키모비치 아브두발리예프(러시아어·타지크어: Андрей Хакимович Абдувалиев, 우즈베크어: Andrey Xakimovich Abduvaliyev, 1966년 6월 30일 ~ )는 소련, 타지키스탄, 우즈베키스탄의 육상 선수로 주 종목은 해머던지기이다.
소련 레닌그라드에서 태어났다. 1992년 바르셀로나에서 열린 1992년 하계 올림픽에서 독립국가연합을 대표하여 금메달을 획득하였다. 소련 붕괴 후 타지키스탄 국적을 선택하여 1993년과 1995년 세계 육상 선수권 대회에서 2연승을 하였다.
1997년에는 우즈베키스탄으로 귀화하여 1998년 아시안 게임 은메달을 획득했고, 2000년 하계 올림픽에 참가했다.
그의 개인 기록은 1990년에 아들레르에서 기록한 83.46m이다.

## 대회 성적
| 대회             | 1991 | 1992 | 1993 | 1994 | 1995 | 1996 | 1997 | 1998 | 1999 | 2000 |
| ---------------- | ---- | ---- | ---- | ---- | ---- | ---- | ---- | ---- | ---- | ---- |
| 올림픽           |      | 1위  |      |      |      |      |      |      |      | 15위 |
| 세계 선수권 대회 | 5위  |      | 1위  |      | 1위  |      | 15위 |      | 15위 |      |
| 아시안 게임      |      |      |      |      |      |      |      | 2위  |      |      |